# Synanthedon uralensis
Synanthedon uralensis is een vlinder uit de familie wespvlinders (Sesiidae), onderfamilie Sesiinae.
Synanthedon uralensis is voor het eerst wetenschappelijk beschreven door Bartel in 1906. De soort komt voor in het Palearctisch gebied.